# Kościół Chrystusa Króla w Janowicach Wielkich
Kościół Chrystusa Króla – rzymskokatolicki kościół parafialny należący do parafii pod tym samym wezwaniem (dekanat Jelenia Góra Wschód diecezji legnickiej).

## Historia

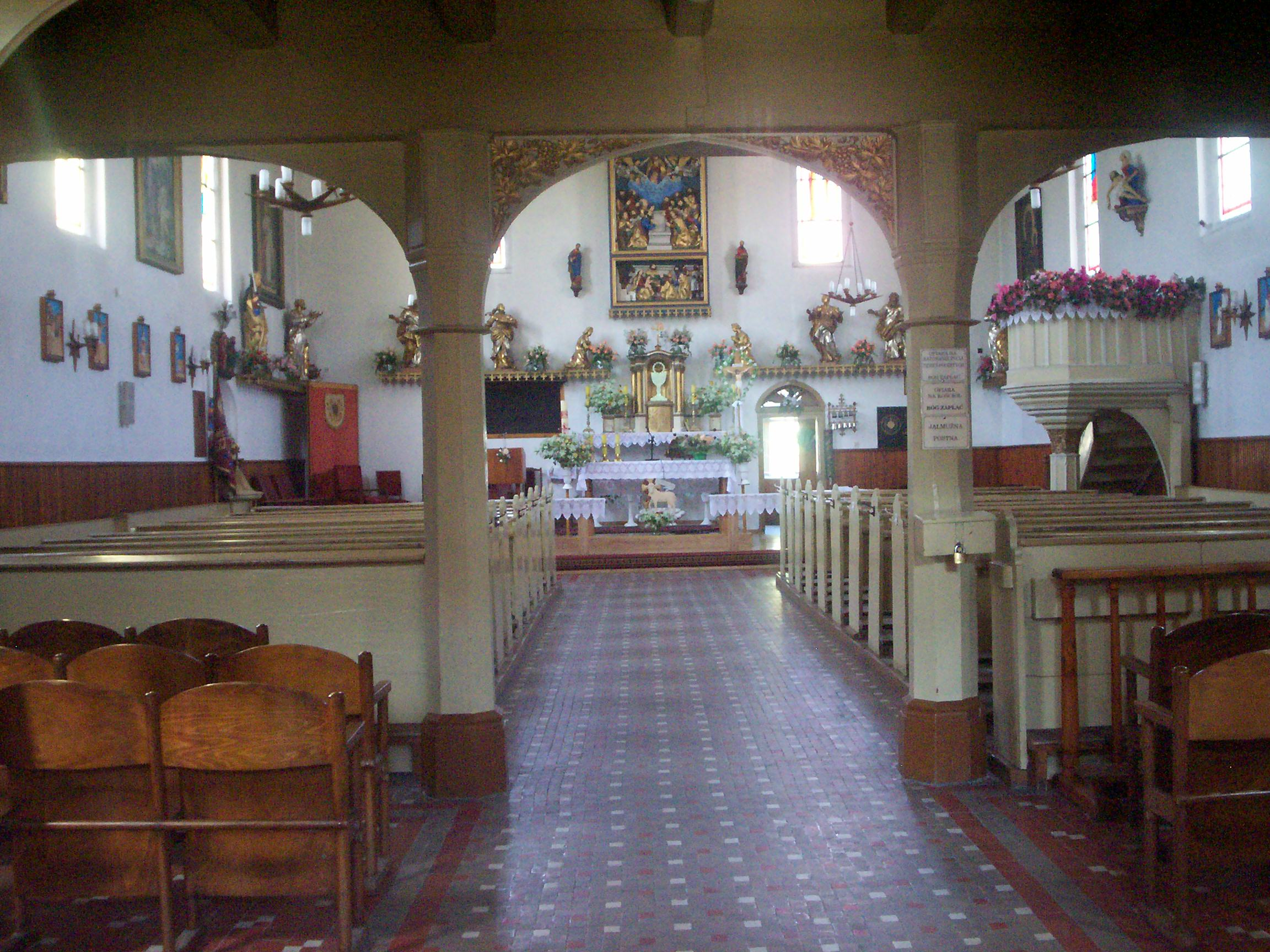
Wnętrze kościoła

Obiekt został wzniesiony jako kościół ewangelicki w 1862, na miejscu wcześniejszego kościoła z 1744 o konstrukcji szachulcowej. Razem z pierwotnym budynkiem wybudowana została sąsiadująca z nim pastorówka, powstała w latach 1744–1749 i zachowana do czasów współczesnych. Kościół charakteryzował się skromnym wyposażeniem.
W 1945 kościół został przejęty przez katolików. W jego wnętrzu umieszczone zostały następnie elementy przeniesione z sąsiedniego  kościoła rzymskokatolickiego Wniebowzięcia Najświętszej Maryi Panny, jak również figury z kościoła św. Jana Chrzciciela w Miedziance.

## Architektura
Budowla jest kościołem salowym, została zbudowana na planie prostokąta, posiada wieżę na planie kwadratu znajdującą się na osi nawy, zwieńczoną dachem hełmowym z iglicą. Dach świątyni jest trójspadowy, elewacje posiadają przypory, portale i okna są zamknięte półkoliście i umieszczone są w opaskach. We wnętrzu można zobaczyć późnobarokową drewnianą polichromowaną ambonę, pochodzącą z XVIII wieku, a także elementy wyposażenia w stylu gotyckim przeniesione z pobliskiej świątyni pomocniczej − m.in. środkową szafę ołtarza gotyckiego, kamienną chrzcielnicę, rzeźbę Piety, posągi świętych, krucyfiks oraz drewnianą chrzcielnicę wykonaną w XIX wieku.